# Bundesanstalt für Verkehr
Koordinaten: 48° 17′ 7,7″ N, 16° 22′ 8,6″ O
Die Bundesanstalt für Verkehr (BAV) war bis 2013 eine österreichische Behörde für Verkehrssicherheit und andere Angelegenheiten des öffentlichen Verkehrs. In dieser Funktion war sie Nachfolgerin, der 1955 eingerichteten „Bundesversuchsanstalt für Kraftfahrzeuge“. Sie war eine nachgeordnete Dienststelle des Bundesministeriums für Verkehr, Innovation und Technologie (bmvit) und in Wien-Floridsdorf (Industriegebiet Strebersdorf) angesiedelt.
Das Gelände wurde nach dem Auszug der Bundesbehörden von den Verkehrsbetrieben Gschwindl übernommen. Daneben sind auch Big Bus Tours, Waka Fahrtendienst und AV Hall Bus und Truck Center dort eingemietet.

## Organisation
Die Dienststellen der BAV waren:
- Zentrale Dienste
- Kfz- und Verkehrstechnik
- Sicherheitsuntersuchungsstelle des Bundes (vor 16. Mai 2012 lautete die Bezeichnung Unfalluntersuchungsstelle des Bundes)

Zusammenarbeit bestand dabei mit den Landesprüfstellen.
Leiter war ab 3. Oktober 2006 MinRat Gerald Pöllmann.
Das BMVIT plante die BAV aufzulösen und ins Ministerium einzugliedern, auch räumlich in die Radetzkystraße zu übersiedeln, jedoch und nur SUB als nachgeordnete Stelle zu belassen.
Am 20. März 2017 gingen die dafür nötigen Gesetzesänderungen an Kraftfahrgesetz und  Unfalluntersuchungsgesetz in Begutachtung, sie traten am 1. August 2017 in Kraft.

## Funktionen
Die Bundesanstalt für Verkehr war für gewisse Angelegenheiten bei Straßenverkehr, Schienenverkehr, Luftfahrt, Schifffahrt wie auch Seilbahnen zuständig.
Die Agenden im Bereich der Verkehrssicherheitsarbeit waren unter dem Dach VERSA (Verkehrssicherheitsarbeit für Österreich) zusammengefasst.
Die BAV war gesetzlich (§ 131 Abs. 1 KFG 1967) berechtigt:
- zur Bearbeitung, Lösung und Begutachtung kraftfahr- und verkehrstechnischer Fragen,
- zur Prüfung und Begutachtung von Kraftfahrzeugen und Anhängern, von Teilen und Ausrüstungsgegenständen und Prüfung der Ladung dieser Fahrzeuge.

Sie erstellte Gutachten zu Prüfungen und „trägt aufgrund der praktischen Erfahrungen auch zur Weiterentwicklung der Vorschriften (Gesetze, Verordnungen, Erlässe, Mängelkataloge, Normen usw.) und Fahrzeugprüfsystemen“ bei.
Sie betreute unter anderem die besondere Überprüfung zum verkehrs- und betriebssicheren Zustand (Vorführung).
Sie führte auch die österreichische Genehmigungsdatenbank für Typengenehmigung im Straßenverkehr.
Außerdem bildet sie beispielsweise Fahrprüfer aus (§ 34a Z. 7 FSG).
Weiters trägt sie die Gesamtverantwortung im System Digitaler Tachograph und ist in dieser Funktion die internationale Austrian-Member State Authority (A-MSA, laut Verordnungen 3821/85/EG und 2135/98/EG).
Sie kann auch für Überwachungsfunktionen im Bereich des Gefahrguttransportes herangezogen werden (§ 36. Abs. 1 GGBG, § 12 Abs. 3 SchFG).
Das BAV war auch die offizielle österreichische Unfalluntersuchungsstelle im Schienenverkehr und bei Seilbahnen,
in der Zivilluftfahrt (laut Abkommen über die internationale Zivilluftfahrt, AIZ; ehemaliges FlUG1999)
und in der Schifffahrt. Die Bezeichnung ist seit 16. Mai 2012 Sicherheitsuntersuchungsstelle des Bundes (in Anlehnung an 996/2010/EG europaweit einheitlich). Die Rechtsgrundlage für diese Tätigkeit ist das Unfalluntersuchungsgesetz (UUG) von 2006. Als solche ist sie „funktionell und organisatorisch unabhängig von allen Behörden und Parteien, öffentlichen und privaten Stellen, deren Interessen mit den Aufgaben einer Sicherheitsuntersuchungsstelle kollidieren könnten“ (§ 2 UUG).
Die BAV publizierte umfassende Tätigkeitsberichte (Jahresbericht, Sicherheitsberichte), die auch vom Parlament zur Kenntnis genommen wurden, und auch statistische Arbeiten zu Unfällen und zur Verkehrssicherheit.
Ein Software-Dienst zur Echtzeiterfassung der Unfallhäufigkeit, der an der Anstalt entwickelt worden war, wurde 2013 nach wenigen Tagen wieder eingestellt.